# Campeonato Mundial de Patinação Artística no Gelo de 1950
O Campeonato Mundial de Patinação Artística no Gelo de 1950 foi a quadragésima primeira edição do Campeonato Mundial de Patinação Artística no Gelo, um evento anual de patinação artística no gelo organizado pela União Internacional de Patinação (em inglês:  International Skating Union) onde os patinadores artísticos competem pelo título de campeão mundial. A competição foi disputada entre os dias 6 de março e 8 de março, no Wembley Arena, localizado na cidade de Londres, Inglaterra, Reino Unido.

## Eventos
- Individual masculino
- Individual feminino
- Duplas

## Medalhistas
| Evento                        | Ouro                                           | Prata                                      | Bronze                                |
| Individual masculino detalhes | Dick Button · Estados Unidos                   | Ede Király · Hungria                       | Hayes Alan Jenkins · Estados Unidos   |
| Individual feminino detalhes  | Ája Vrzáňová · Tchecoslováquia                 | Jeannette Altwegg · Reino Unido            | Yvonne Sherman · Estados Unidos       |
| Duplas detalhes               | Karol Kennedy · Peter Kennedy · Estados Unidos | Jennifer Nicks · John Nicks · Grã-Bretanha | Marianne Nagy · László Nagy · Hungria |

## Resultados

### Individual masculino
| Pos.              | Nome               | Nacionalidade  | Pontos  |
| ----------------- | ------------------ | -------------- | ------- |
| Medalha de ouro   | Dick Button        | Estados Unidos | 1419.47 |
| Medalha de prata  | Ede Király         | Hungria        | 1344.92 |
| Medalha de bronze | Hayes Alan Jenkins | Estados Unidos | 1277.96 |
| 4                 | Helmut Seibt       | Áustria        | 1274.35 |
| 5                 | Austin Holt        | Estados Unidos | 1247.51 |
| 6                 | Michael Carrington | Reino Unido    | 1241.80 |
| 7                 | Reg Park           | Austrália      | 1170.10 |
| 8                 | Roger Wickson      | Canadá         | 1159.20 |
| 9                 | Per Cock-Clausen   | Dinamarca      | 1096.43 |

### Individual feminino
| Pos.              | Nome               | Nacionalidade   | Pontos  |
| ----------------- | ------------------ | --------------- | ------- |
| Medalha de ouro   | Ája Vrzáňová       | Tchecoslováquia | 1359.16 |
| Medalha de prata  | Jeannette Altwegg  | Reino Unido     | 1345.71 |
| Medalha de bronze | Yvonne Sherman     | Estados Unidos  | 1330.58 |
| 4                 | Suzanne Morrow     | Canadá          | 1319.73 |
| 5                 | Sonya Klopfer      | Estados Unidos  | 1295.11 |
| 6                 | Jacqueline du Bief | França          | 1302.46 |
| 7                 | Virginia Baxter    | Estados Unidos  | 1267.69 |
| 8                 | Jiřína Nekolová    | Tchecoslováquia | 1247.16 |
| 9                 | Marlene Smith      | Canadá          | 1257.43 |
| 10                | Barbara Watt       | Reino Unido     | 1239.81 |
| 11                | Andra McLauchlin   | Estados Unidos  | 1232.81 |
| 12                | Dagmar Lerchova    | Tchecoslováquia | 1214.49 |
| 13                | Valda Osborn       | Reino Unido     | 1200.96 |
| 14                | Beryl Bailey       | Reino Unido     | 1190.46 |

### Duplas
| Pos.              | Nome                                 | Nacionalidade  | Pontos |
| ----------------- | ------------------------------------ | -------------- | ------ |
| Medalha de ouro   | Karol Kennedy / Peter Kennedy        | Estados Unidos | 96.07  |
| Medalha de prata  | Jennifer Nicks / John Nicks          | Reino Unido    | 92.70  |
| Medalha de bronze | Marianne Nagy / László Nagy          | Hungria        | 92.25  |
| 4                 | Elianne Steineman / André Calamé     | Suíça          | 90.00  |
| 5                 | Suzanne Gheldorf / Jacques Rénard    | Bélgica        | 89.43  |
| 6                 | Elly Stärck / Harry Gareis           | Áustria        | 88.08  |
| 7                 | Marlene Smith / Donald Gilchrist     | Canadá         | 87.07  |
| 8                 | Joan Waterhouse / Gordon Holloway    | Reino Unido    | 88.31  |
| 9                 | Liliane de Becker / Edmund Verbustel | Bélgica        | 88.42  |
| 10                | Irene Maguire / Walter Muehlbronner  | Estados Unidos | 84.26  |
| 11                | Sybil Cooke / Bob Hudson             | Reino Unido    | 83.47  |
| 12                | Denise Favart / Jacques Favart       | França         | 77.73  |

## Quadro de medalhas
| Ordem | País            | Medalha de ouro | Medalha de prata | Medalha de bronze |   | Ordem por total |
| ----- | --------------- | --------------- | ---------------- | ----------------- | - | --------------- |
| 1     | Estados Unidos  | 2               |                  | 2                 | 4 | 1               |
| 2     | Tchecoslováquia | 1               |                  |                   | 1 | 3               |
| 3     | Reino Unido     |                 | 2                |                   | 2 | 2               |
| 4     | Hungria         |                 | 1                | 1                 | 1 | 3               |
| TOTAL | TOTAL           | 3               | 3                | 3                 | 9 | —               |